# 愛德華王子 (安哈特)
安哈尔特王子尤利乌斯·爱德华·埃德曼·恩斯特-奥古斯特（德語：Julius Eduard Erdmann Ernst-August Prinz von Anhalt，1941年12月3日—），德国记者、电视节目主持人、作家，也是阿斯坎尼家族族长。

## 生平
爱德华出生在安哈尔特巴伦施泰特的巴伦施泰特宫。是安哈尔特公爵继承人约阿希姆·恩斯特的次子也是最小的孩子。
1963年10月9日爱德华的哥哥腓特烈在车祸中去世，无子女。爱德华继任为安哈尔特公爵。此举引发家族内部的争议，爱德华公爵的叔叔欧根王子提出对头衔的继承权。1980年欧根王子去世，没有男性子嗣。爱德华成为安哈尔特公爵唯一继承人。
1967年爱德华公爵在回到德国之前曾在美国居住几年，并在众多的德国杂志做记者和专栏作家。他还在RTL电视台主持了一个电视节目。随后，回到安哈尔特州成为一个频繁德国王室活动电视评论员。1978年，爱德华写了一本关于他的家庭的书，于2004年出版。
1990年，爱德华发起了一次诉讼。为争夺二战后被东德政府没收的巴伦施泰特宫的所有权。2010年8月，爱德华再次获得了国际社会的关注。

## 婚姻与子女
1980年7月21日，爱德华公爵在慕尼黑与科琳娜·克伦莱因（Corinna Krönlein）小姐举行民事结婚仪式；1986年6月二人在瑞士附近的施库尔举行宗教典礼，二人婚后有三女：
- 长女尤利娅·卡塔琳娜（Juliana Katharina，1980年12月14日—），安哈尔特女王储；
- 次女尤利娅·艾丽卡·妮科尔（Julia Eilika Nicole，1985年1月1日—）；
- 三女尤利娅·费利齐塔丝·莱奥波尔迪娜·弗里德里克·弗兰齐斯卡（Julia Felizitas Leopoldine Friederike Franziska，1993年5月14日—）。